# 王俊岭
王俊岭（1951年5月—），陕西府谷人，中华人民共和国政治人物、外交官。

## 生平
1975年，毕业于北京外国语学院保加利亚语专业，进入中华人民共和国外交部工作。1982年，赴外交学院进修英语3年。2007年11月，出任中华人民共和国驻阿尔巴尼亚大使。2011年11月，自驻阿尔巴尼亚大使离任。